# Асистентура-стажування
Асистентура-стажування — освітній рівень  вищої освіти призначений для одержання вищої кваліфікації з фаху на основі раніше здобутого рівня магістра (або освітньо-кваліфікаційного рівня «спеціаліста»).
Асистентура-стажування проводиться в університетах, академіях, інститутах і є основною післядипломною формою підготовки науково-педагогічних, творчих і виконавських фахівців мистецького спрямування.
Фінансування підготовки асистентів-стажистів здійснюється за рахунок держвного замовлення (за рахунок бюджету) або фізичних і юридичних осіб.
Прийом на навчання здійснюється на конкурсній основі незалежно від форми фінансування. Вступники до асистентури-стажування складають вступні іспити з спеціальності, яка відповідає обраній ними творчої спеціальності, а також з іноземної мови.
В рік закінчення вищого навчального закладу необхідно мати рекомендацію Вченої ради, в іншому випадку - не менше двох років практичної роботи за фахом і рекомендацію з місця роботи.
Навчання в асистентурі-стажування здійснюється з відривом від виробництва. Термін навчання – 2 роки. Періоди, коли стажист з поважних причин не має можливості займатися навчанням, не включається до терміну навчання.
Асистентам-стажистам, які успішно закінчили навчання в асистентурі-стажування, надається кваліфікація «викладач вищого навчального закладу мистецтв»